# Mental Hippie Blood
Mental Hippie Blood war eine schwedische Hard-Rock-Band aus Sollentuna.

## Geschichte
1988 reiste Michael Oran nach Los Angeles zu seinem Bruder, der in einer Band spielte. Bis zum Ablauf seiner Aufenthaltsgenehmigung drei Jahre später verstärkte er diese Gruppe. Bei seiner Rückankunft in Stockholm begegnete er einer in der Nähe beheimaten Band, mit der er ins Gespräch kam. Seine Vorlieben waren The Clash, The Stooges und die Sex Pistols, der gemeinsame Nenner bestand in den Vorlieben für Black Sabbath und Led Zeppelin. Schließlich wurde er von der Band als Sänger aufgenommen. Dadurch, dass er an den Liedern mitschrieb, veränderte sich der Stil und man beschloss den Namen Glorious Bankrobbers in Mental Hippie Blood umzuwandeln. Die Gründungsformation bestand neben Oran aus Mikael Jansson (Gitarre), Jonas Petersson (Gitarre), Lake Skoglund (Bass) und Anders Odenstrand (Schlagzeug).
Das selbstproduzierte und selbstbetitelte Debütalbum erschien 1993 auf Steamhammer, einem Sublabel von SPV. Zunächst wurde zu Jahresbeginn nur der skandinavische Markt bedient, aber die vielversprechenden Verkaufszahlen veranlassten die Plattenfirma zur europaweiten Veröffentlichung im Herbst. Für die Entwicklung einer Fangemeinde über die Grenzen Schwedens hinaus sorgte insbesondere Unterstützung durch die TV-Sendung Headbangers Ball auf dem Musiksender MTV. In Deutschland war die Band u. a. mit Thunderhead und Sargant Fury auf Tournee. Zu diesem Zeitpunkt waren Petersson und Odenstrand nicht mehr mit dabei. Der durch Treat bekannt gewordene Gitarrist Anders Wikström und Schlagzeuger Jonas Ostman hatten sie ersetzt.
Ein Jahr später erschien mit Pounds das zweite und bislang letzte Album. Es wurde von Sank produziert, der mit Shotgun Messiah und Clawfinger gearbeitet hatte. Im Anschluss an dieses Album war die Band u. a. mit Accept auf Tournee. Außerdem trat sie 1995 bei der zehnten Auflage des Dynamo Open Air in Eindhoven auf und war in der Folge auch auf der CD zum Jubiläum vertreten.

## Stil
Während sich Sänger Michael Oran stimmlich „teilweise sehr dicht an grungige Sphären“ annäherte, spielte die Band auf ihrem Debütalbum „Heavy Rock“ mit einer gewissen „70ies-Credibility“ und „Easy Rider-Aggression“, so die Rezension in der Zeitschrift Metal Hammer. In der Rock Hard Enzyklopädie wird die „kräftige Stimme Orans“ hervorgehoben, die im Zentrum des „fetten, recht traditionell klingenden Heavy Metal“ stehe.
Auf dem zweiten Album Pounds zeigte sich eine Weiterentwicklung, die differenziert aufgenommen wurde. Es sei „muskulöser Heavy-Grunge“, der „mal Soundgarden und mal Kyuss“ imitiere, und in der Summe „ein Reinfall“, lautete das Urteil im Metal Hammer. Aus Sicht des Musikexpress wurde trotz der stilistischen Wandlung zum Grunge und einer erkennbaren Nähe zu Alice in Chains, Pearl Jam oder Soundgarden bei den Vorbildern „nicht blind abgekupfert“. Die Sichtweise im Metal Hammer wurde dahingehend bestätigt, dass „traditionsbewußtere Headbanger wohl nur verächtlich mit den Schultern zucken werden“. Die Grunge-Einflüsse erwähnt auch die Rock Hard Enzyklopädie und empfindet diese in Verbindung mit dem „kräftigen melodischen Metal“ als modern. Alternative Rock in Verbindung mit Black-Sabbath-artigem Hard Rock sahen die drei für das Interview und die Rezension eingeteilten Horror-Infernal-Redakteure.
Mental Hippie Blood beabsichtigte mit ihren Texten, sozial benachteiligte und an Politik nicht interessierte Jugendliche zum persönlichen Weiterkommen anzuspornen und in Bezug auf andere sie zu Toleranz und Zivilcourage aufzurufen.

## Diskografie
- 1993: Mental Hippie Blood (Steamhammer)
- 1994: Pounds (Steamhammer)